# Henry Cow
Henry Cow é um dos principais grupos ligados ao rock progressivo e um dos ícones da vertente vanguardista do estilo denominado Rock in Opposition. Apesar de ter tido uma vida relativamente curta (10 anos) e apenas 5 discos de estúdio, o grupo solidificou a vertente que seria denominada nos anos 90 de Avant-progressive rock, que seguiam uma linha totalmente diferente feita pelos medalhões do estilo.

## Origens
As origens do grupo surgem em 1968, quando Fred Frith e Tim Hodgkinson montam o grupo, inicialmente com uma sonoridade ligada ao Blues. Com o passar do tempo influências de Frank Zappa, do Free Jazz e do progressivo ligado a cidade de Cantuária (onde Frith ficaria alguns meses em 1969) eram adicioanadas em sua música. Em 1972 o baterista Cris Cutler e o baixista John Greaves fechariam a primeira formação do grupo. Participa de shows com bandas também de vanguarda como a alemã Faust e graças ao multi-instrumentista Mike Oldfield, amigo de Frith, conseguem um contrato com a gravadora Virgin, lançando seu primeiro trabalho, Leg End, em maio de 1973.

## Discografia
- 1973 Leg End, também conhecido como Legend (LP Virgin Records, Inglaterra)
- 1974 Unrest (LP Virgin Records, Inglaterra)
- 1975 Desperate Straights (LP Virgin Records, Inglaterra)
- 1975 In Praise of Learning (LP Virgin Records, Inglaterra)
- 1976 Henry Cow Concerts (LP duplo Caroline Records, Inglaterra)
- 1979 Western Culture (LP Broadcast, Inglaterra)